# Дубровное (Вологодская область)
Дубровное — деревня в Кадуйском районе Вологодской области.
Входит в состав сельского поселения Семизерье (до 2015 года входила в Рукавицкое сельское поселение), с точки зрения административно-территориального деления — в Чупринский сельсовет.
Расстояние по автодороге до районного центра Кадуя — 6 км, до центра муниципального образования деревни Малая Рукавицкая — 4 км. Ближайшие населённые пункты — Большая Рукавицкая, Волоцкая, Якимово.
По переписи 2017 года население — 34 человека.
В реестр населённых пунктов в 1999 году внесена как деревня Дубровная. Изменение в реестр внесено постановлением губернатора области 22 мая 2001 года.